# Coelogyne filipeda
Coelogyne filipeda é uma espécie de orquídea epífita, família Orchidaceae, originária do Vietnam.